# 渡邉奏太
渡邉 奏太（わたなべ そうた、1998年3月8日 - ） は、静岡県富士市出身の陸上競技選手。専門は長距離種目。静岡県立吉原工業高等学校・東洋大学卒業。サンベルクス陸上部所属。

## 来歴・人物
吉原工業高校時代には、福岡国際クロスカントリー大会のジュニアの部で優勝するなど多くの大会で活躍した。2016年、東洋大学経済学部に進学した。同期に相澤晃がいる。
入学直後の4月、兵庫リレーカーニバル・アシックスチャレンジ10000mでは28分59秒77で10位となった。6月上旬にベトナムのホーチミン市で開催された第17回アジアジュニア陸上競技選手権大会でも10000mに出場し、31分23秒93の記録で優勝した。
学生駅伝デビューとなった第28回出雲駅伝は4区を担当するが、3区の服部弾馬が3人抜きで作った勢いには乗れず7位から9位に後退。区間12位と苦戦し監督の期待に応えられなかった。第48回全日本大学駅伝では5区を担当し、7位から5位に順位を押し上げる走りを見せた。第93回箱根駅伝では16人のエントリーメンバーに入ることはできなかった。
2年次の第29回出雲駅伝では最終6区を務めるも脱水症状に陥り、3位から5位に後退した。しかし第49回全日本大学駅伝では2区で区間2位の好走。1区の相澤からトップでタスキを受けると工藤有生（駒澤大学）らと先頭集団を形成し、最後は工藤に13秒差をつけトップを守る。チームは5区まで首位を快走した。第94回箱根駅伝では7区を務め区間3位と健闘したものの、前を行く林奎介（青山学院大学）が区間新記録を樹立する独走劇を演じたために、優勝争いに決着をつけられる格好となった。
3年次、4月の日体大記録会5000mで自己ベストを記録。しかしその後は故障に悩まされ、第50回全日本大学駅伝では5区にエントリーされたものの当日変更。第30回出雲駅伝・第95回箱根駅伝はメンバーから外れた。冬に足首の手術を決断。
4年次の秋までリハビリに専念し、第51回全日本大学駅伝で実戦に復帰。1区を務め集団を積極的に引っ張る走りでトップと16秒差の区間6位にまとめた。第96回箱根駅伝では4区を務めたが、序盤から足首に痛みが出てペースを上げられず10位から14位に後退。よもやの区間最下位に終わった。
サンベルクス入社初年度の第61回東日本実業団駅伝では6区区間4位と復活を遂げる走りで、チームのニューイヤー駅伝出場に貢献。第65回ニューイヤー駅伝では1区を務めトップと10秒差の区間8位と健闘した。この大会ではスタート前のチーム紹介の際、渡邉のベンチコートに「カニ返して」と大書きされていたことが話題となった。

## 自己ベスト
| 種目           | 記録          | 年             | 大会                                     | 備考 |
| -------------- | ------------- | -------------- | ---------------------------------------- | ---- |
| 3000m          | 8分12秒49     | 2017年4月8日   | 関東私学六大学対校選手権大会             |      |
| 5000m          | 13分38秒83    | 2022年7月16日  | ホクレン・ディスタンスチャレンジ千歳大会 |      |
| 10000m         | 28分27秒83    | 2024年11月23日 | 八王子ロングディスタンス                 |      |
| ハーフマラソン | 1時間03分09秒 | 2017年2月5日   | 神奈川マラソン                           |      |

## 戦績・記録

### 主な戦績
| 年   | 大会                               | 種目            | 順位    | 記録          | 備考                     |
| ---- | ---------------------------------- | --------------- | ------- | ------------- | ------------------------ |
| 2015 | 第3回全国高等学校陸上競技選抜大会  | 10000m          | 8位     | 30分15秒80    |                          |
| 2016 | 第21回全国都道府県対抗駅伝競走大会 | 4区（5.0km）    | 区間9位 | 14分34秒      |                          |
| 2016 | クロスカントリー日本陸上選手権     | ジュニア（8km） | 優勝    | 24分19秒      |                          |
| 2016 | 東京六大学対抗陸上競技大会         | 5000m           | 2位     | 14分27秒79    |                          |
| 2016 | 兵庫リレーカーニバル               | 10000m          | 10位    | 28分59秒77    | 自己ベスト、自身初28分台 |
| 2016 | 関東インカレ                       | 10000m          | 13位    | 29分48秒38    |                          |
| 2016 | アジアジュニア陸上競技選手権大会   | 10000m          | 優勝    | 31分23秒93    | 大学入学後初優勝         |
| 2016 | 平成国際大学長距離記録会           | 5000m           | 1着     | 14分16秒56    |                          |
| 2017 | 神奈川マラソン                     | ハーフマラソン  | 10位    | 1時間03分09秒 | 初挑戦記録               |
| 2018 | 世界大学クロスカントリー選手権     | 9km             | 4位     | 30分39秒3     | 日本団体銀メダル         |

### 学生三大駅伝
| 学年               | 出雲駅伝                     | 全日本大学駅伝              | 箱根駅伝                          |
| ------------------ | ---------------------------- | --------------------------- | --------------------------------- |
| 1年生 （2016年度） | 第28回 4区-区間12位 18分40秒 | 第48回 5区-区間7位 35分40秒 | 第93回 不出場                     |
| 2年生 （2017年度） | 第29回 6区-区間11位 31分55秒 | 第49回 2区-区間2位 38分29秒 | 第94回 7区-区間3位 1時間04分52秒  |
| 3年生 （2018年度） | 第30回 不出場                | 第50回 不出場               | 第95回 不出場                     |
| 4年生 （2019年度） | 第31回 不出場                | 第51回 1区-区間6位 28分05秒 | 第96回 4区-区間20位 1時間06分05秒 |